# Herbert Ponting

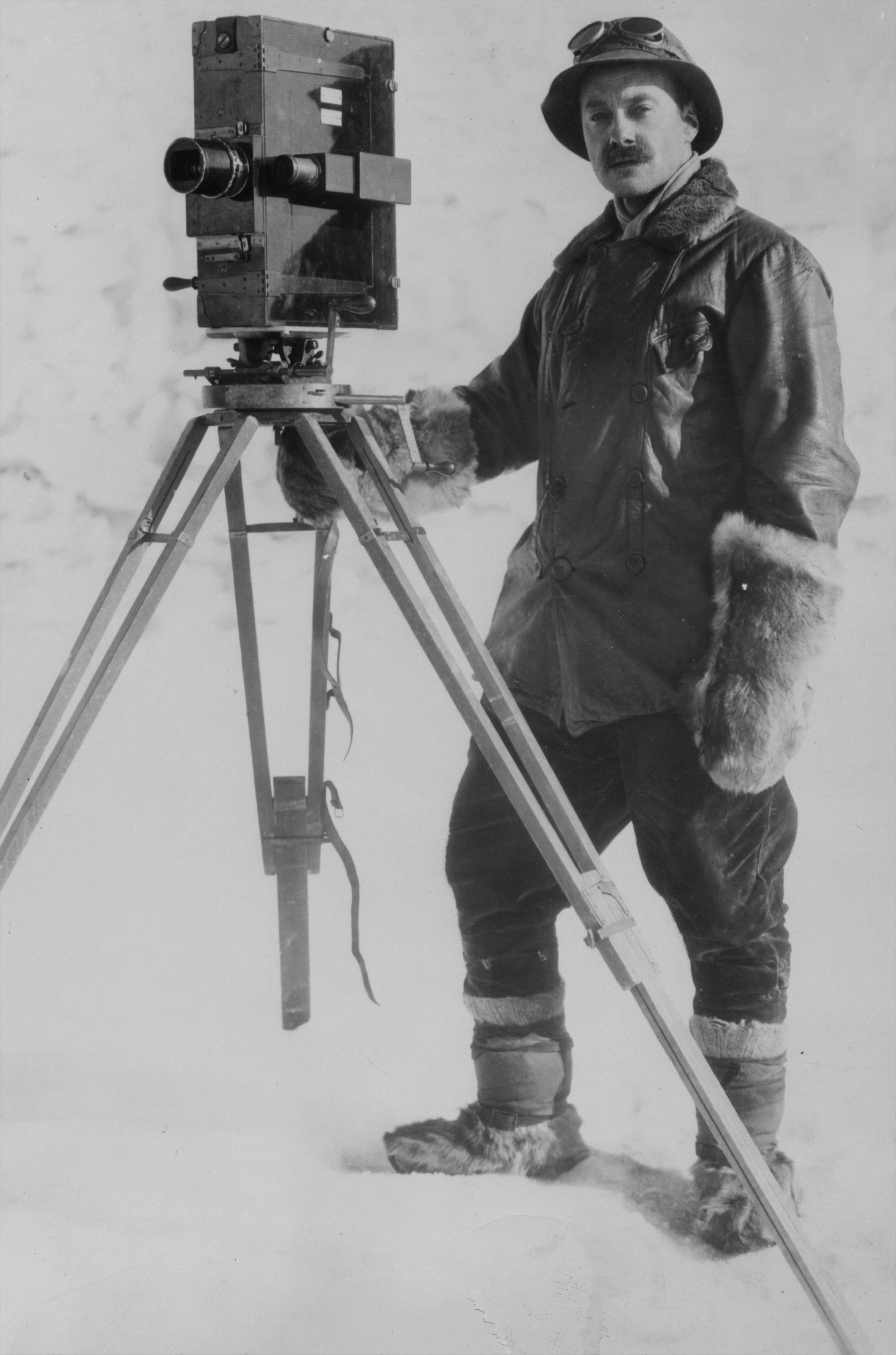
Herbert Ponting als Kameramann bei Scotts letzter Expedition zum Südpol, 1910

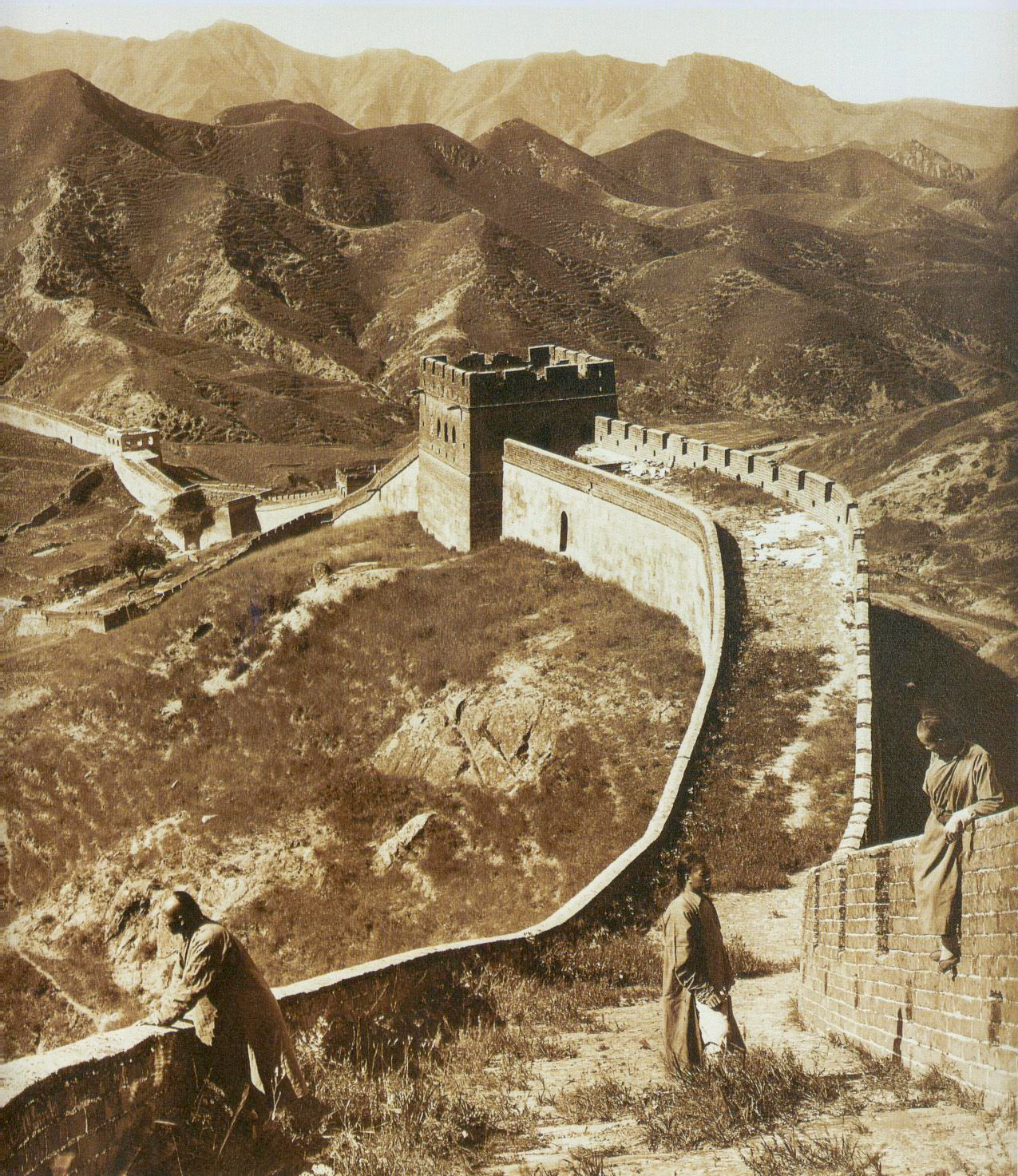
Chinesische Mauer, 1907, von Herbert Ponting

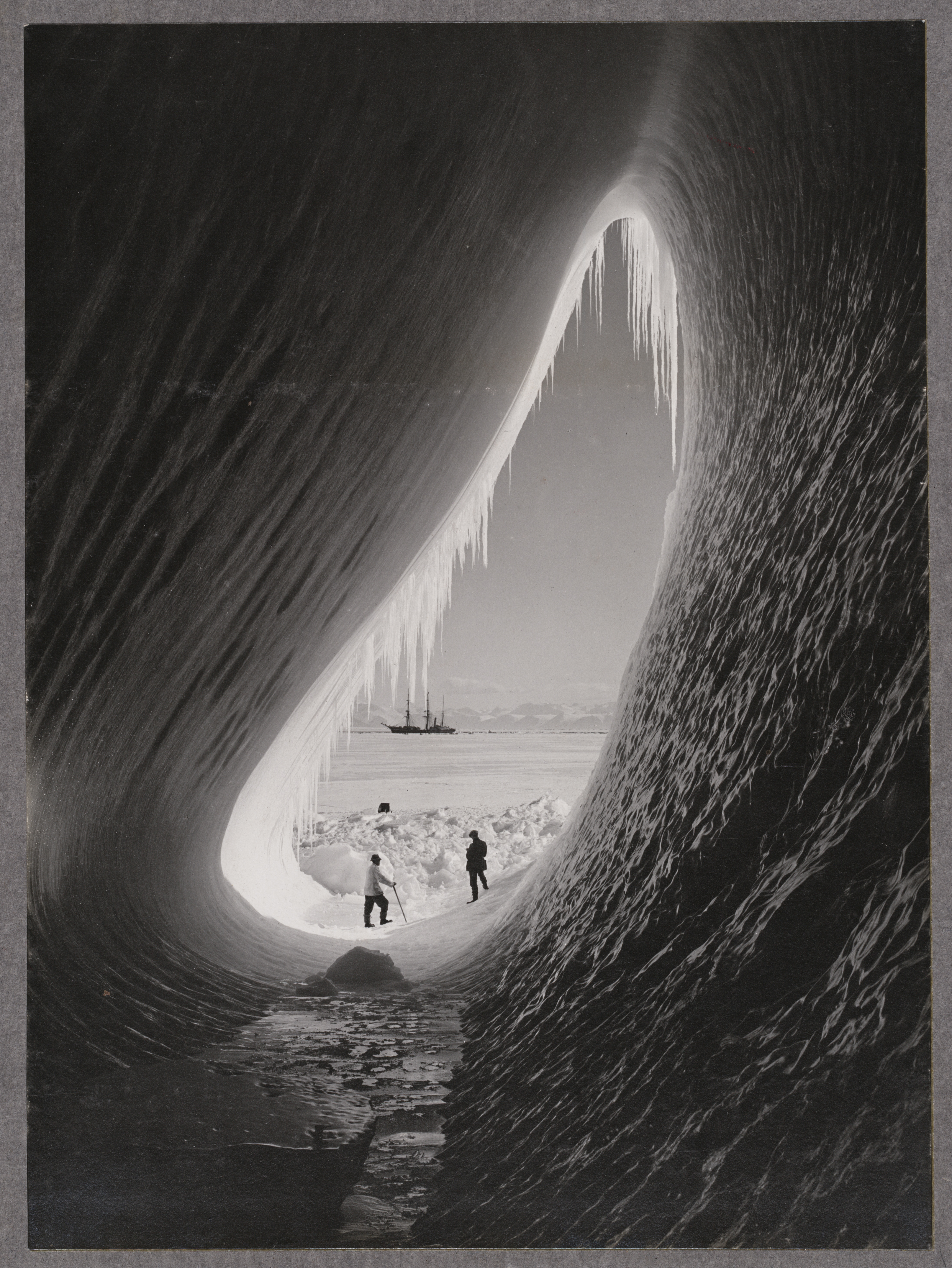
Eisberg-Grotte, Aufnahme vom 5. Januar 1911

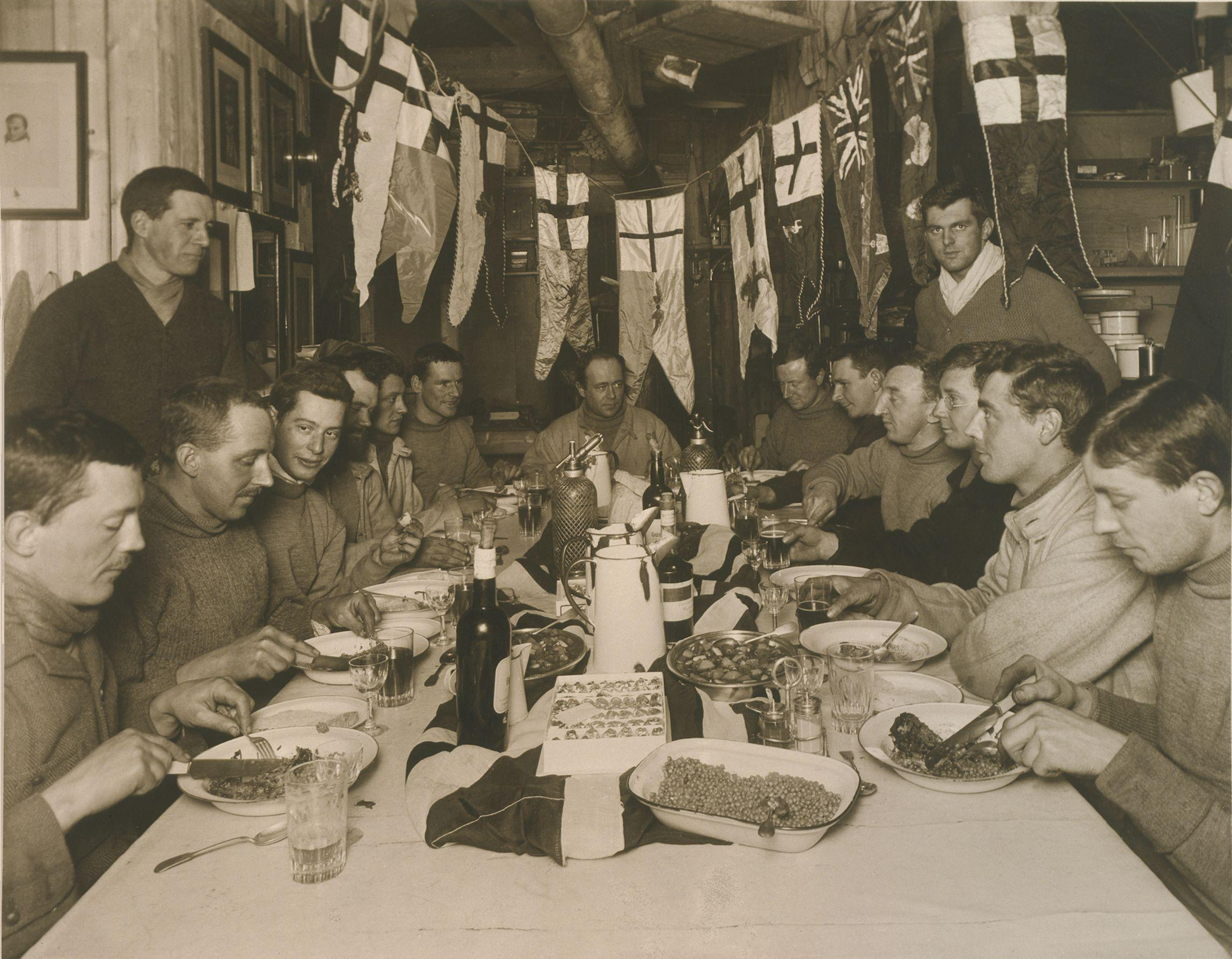
Captain Scott Geburtstagsessen am 6. Juni 1911

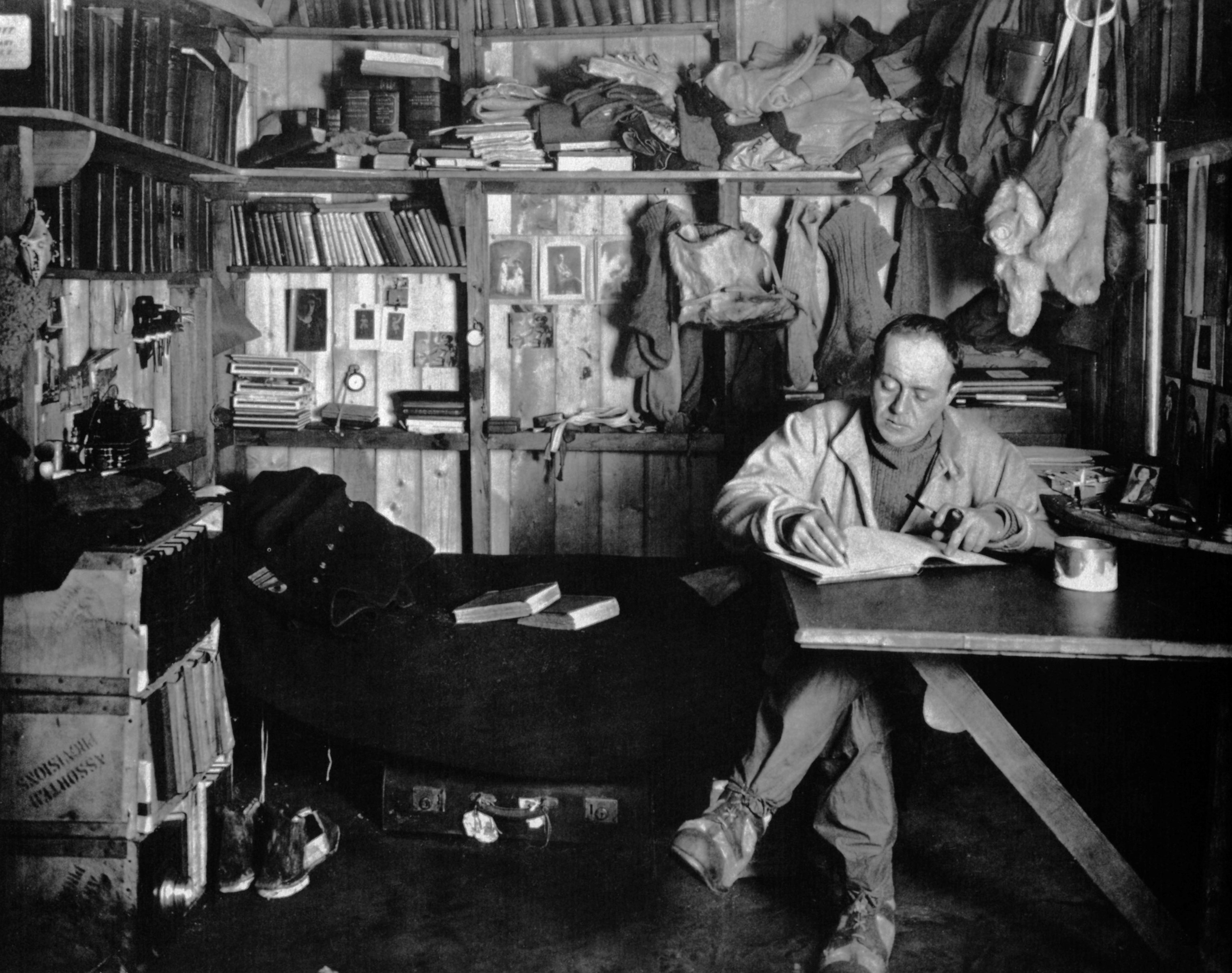
Robert Falcon Scott in der Hütte am Kap Evans

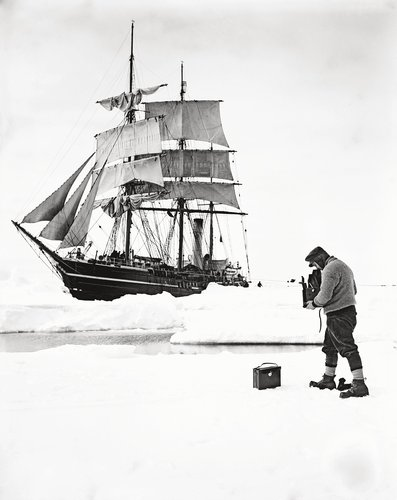
Selbstporträt Pontings, vermutlich ebenfalls zu Beginn des Jahres 1911 fotografiert

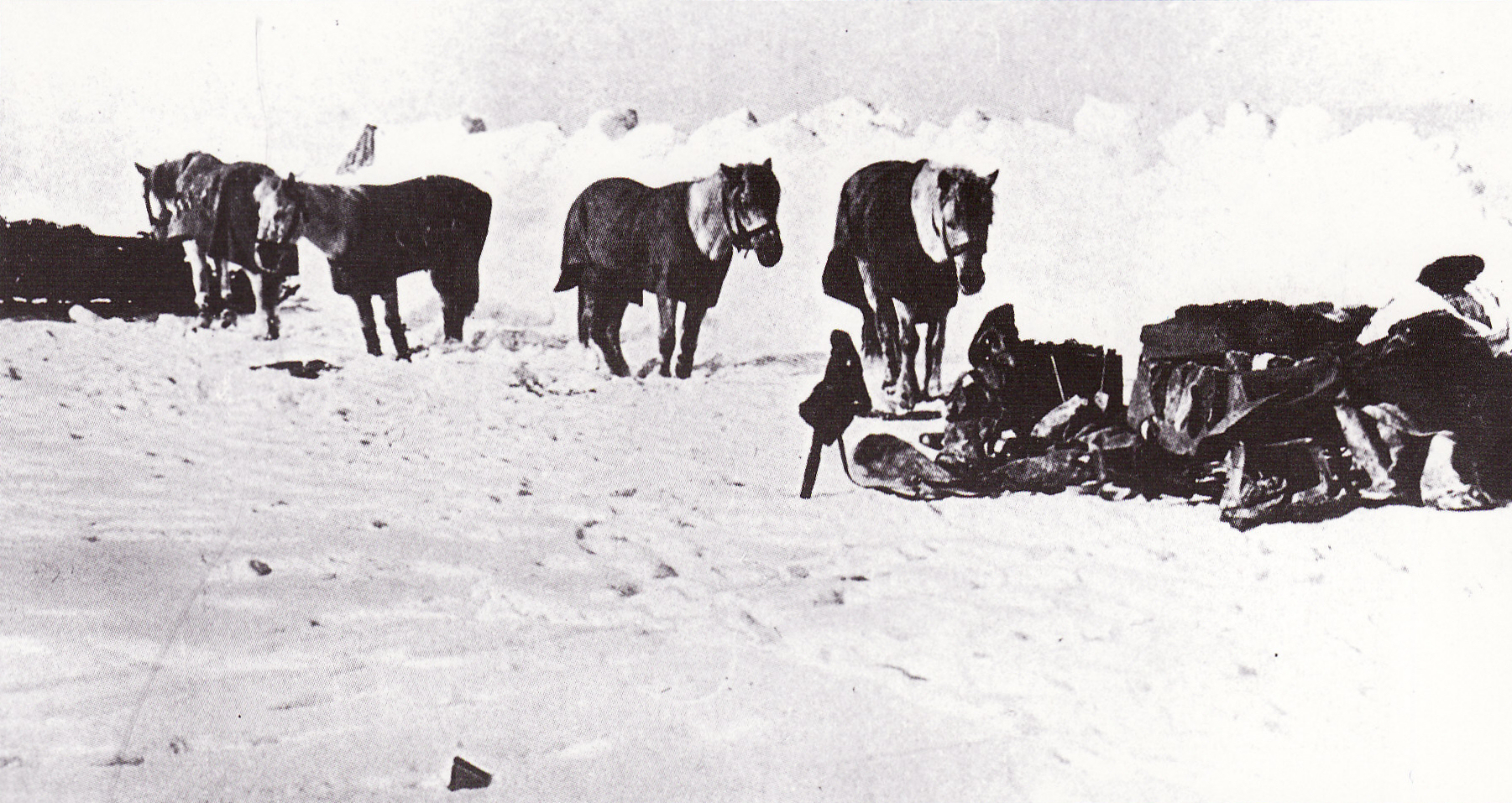
Die Ponys der Terra Nova-Expedition

Herbert George Ponting (* 21. März 1870 in Salisbury; † 7. Februar 1935 in London) war ein britischer Fotograf. Bekannt wurde er als Expeditionsfotograf und Kameramann auf Robert Falcon Scotts Terra-Nova-Expedition ins Ross-Meer und zum Südpol (1910–1913). In dieser Funktion nahm er einige der bekanntesten Fotos aus der Anfangszeit der modernen Antarktisforschung auf.

## Frühes Leben: Vor der Terra-Nova-Expedition
Ponting wurde 1870 in Salisbury im Süden Englands geboren. Er wurde schon früh von den Geschichten des Wilden Westens angezogen; in den Neunzigerjahren des 19. Jahrhunderts arbeitete er im Bergbau und kaufte eine Obstplantage in Kalifornien. Nachdem das Projekt mit dem Hof fehlgeschlagen war, begann Ponting relativ spät im Leben mit freiberuflicher Fotografie, nämlich erst 1900. Verbesserungen der Druckpressen ermöglichten vielen Massenblättern erstmals, fotografische Illustrationen zu publizieren und zu drucken. Ponting verkaufte seine Arbeiten an vier der führenden Londoner Magazine, nämlich an die Graphic, die Illustrated London News, Pearson's und das Strand Magazine. Im Strand erschienen Pontings Bilder neben den Sherlock-Holmes-Erzählungen von Arthur Conan Doyle.
1910 gab Ponting ein Buch namens Im Lotos-Land Japan heraus. Sein Flair für Journalismus und seine Fähigkeit, seine Fotografien in eine Erzählung auszubilden, führten zu seiner Aufnahme als Fotograf an Bord der Terra Nova.

## DieTerra Novaund die Antarktis
Als Mitglied der „Küstengruppe“ Anfang 1911 half Ponting bei der Einrichtung des Winterlagers der Terra-Nova-Expedition bei Kap Evans auf der Ross-Insel. In dem Lager fand sich auch eine schlichte Dunkelkammer. Obwohl die Expedition über 20 Jahre nach der Erfindung des fotografischen Films stattfand, zog Ponting auf Glasplatten aufgenommene Hochqualitätsfotos vor.
Ponting war einer der ersten Männer, die in der Antarktis eine tragbare Filmkamera benutzten. Das primitive Gerät namens Cinématographe konnte kurze Sequenzen aufnehmen. Ponting wandte in der Antarktis auch das Autochromverfahren an, die entstandenen Autochromes sind die ersten Farbaufnahmen des Kontinents.
Die Wissenschaftler der Expedition studierten das Verhalten von großen antarktischen Tieren, besonders Schwertwalen, Robben und Pinguinen. Ponting versuchte, so nah wie möglich an diese Tiere heranzukommen, sowohl auf der Terra Nova im Packeis als auch später auf der Ross-Insel. Anfang 1911 entkam er nur knapp dem Tod, als eine aus acht Schwertwalen bestehende Schule ihn beinahe mitsamt seiner Fotoausrüstung von einer Eisscholle in den McMurdo-Sund gestoßen hätte.
Im antarktischen Winter von 1911 machte Ponting viele Blitzlichtfotografien von Scott und anderen Teammitgliedern in der Hütte am Kap Evans. Mit dem Beginn der für Schlittenfahrten geeigneten Zeit 1911/12 begann Pontings Feldarbeit, zum Ende zu kommen. Da er nicht mehr der Jüngste war, erwartete man nicht von ihm, bei der Anlage von Depots südlich auf dem und über das Ross-Schelfeis hinweg zu helfen. Ponting fotografierte die anderen Mitglieder der Küstengruppe, die zur Südpolarreise aufbrachen, deren Erfolg allgemein erwartet wurde. Er verließ die Antarktis im März 1912 die Terra Nova und kehrte nach England zurück, um seinen Bestand von über 1700 Fotoplatten zu ordnen und einen Bericht über die Expedition herauszubringen. Pontings illustrierter Abenteuerbericht sollte 1913 von Scott für Vorlesungen und Spendensammlungen genutzt werden.

## Nach der Terra-Nova-Expedition
Das katastrophale Ende von „Scotts letzter Expedition“ betraf auch Pontings späteres Leben und seine Karriere. Als die Terra Nova 1910 südwärts gesegelt war, hatte er große Schulden zurückgelassen. Man erwartete, dass Scott als Berühmtheit vom Pol zurückkehren würde und dass er bewegte Bilder von seiner Expedition in Berichten nutzen könnte. Pontings Filmsequenzen, hinterlegt mit beleuchteten Glasplatten, wären ein Schlüsselelement in der finanziellen Rückzahlung der Expedition gewesen.
Als ein Suchtrupp im November 1912 die Leichen Scotts und seiner Gefährten in einem Zelt auf dem Ross-Schelfeis fand, entdeckte dieser auch die Tagebücher und Briefe der Verstorbenen. Diese Aufzeichnungen beschrieben die letzten Tage der Südpolgruppe, während diese an Erschöpfung und mangelhafter Ernährung litten, den Tod von Edgar Evans und Lawrence Oates und wie ein tagelanger Blizzard ihren Versuch, zum etwa 18 Kilometer entfernten Nahrungsdepot zu gelangen, vereitelte. Im Bewusstsein ihrer aussichtslosen Lage nutze Scott die ihm verbleibende Zeit, um in einer emotionalen verfassten „Nachricht an die Öffentlichkeit“ seine Landsleute zu bitten, sich um die Hinterbliebenen zu kümmern.
Dieser Aufruf verfehlte seine Wirkung nicht. Die resultierenden Geldspenden deckten die gesamten Expeditionskosten ab und ermöglichten das Auskommen der Familien der Überlebenden. Pontings fotografische Arbeiten dienten der Illustration des 1914 veröffentlichten Buchs Scotts letzte Fahrt, das im Wesentlichen auf den Tagebuchaufzeichnungen des Expeditionsleiters beruht.
Nach dem Ende des Ersten Weltkriegs publizierte Ponting 1921 seine eigenen Erinnerungen an die Expedition unter dem Titel Der Große Weiße Süden, veröffentlichte 1924 den Dokumentarfilm The Great White Silence und sprach den erklärenden Kommentar im Film Neunzig Grad Süd (1933), der auf den von ihm während der Expedition gedrehten Filmsequenzen basierte. Außerdem hielt er eine Reihe von Vorträgen über die Antarktis. Diese Arbeiten brachten ihm jedoch wenig Einkünfte, und auch eine weitere fotografische Arbeit hatte nur wenig Erfolg. Ponting starb 1935 in London.

## Einfluss
Der britische Bergsteiger, Fotograf und Filmemacher John Noel gehört zu den Personen, die von Herbert Pontings Arbeiten wesentlich beeinflusst waren. John Noel begleitete unter anderem die britischen Mount Everest Expedition von 1922 die nach drei erfolglosen Besteigungsversuchen des Mount Everests abgebrochen werden musste, als Fotograf und Filmemacher. Am bekanntesten ist Noel heute für seinen Film The Epic of Everest über die Britische Mount Everest Expedition des Jahres 1924 ist, die mit dem Tod von George Mallory und Andrew Irvine endete. Zusammen mit dem Film Climbing Mount Everest (1922) prägte Noel  mit diesem Dokumentarfilmen die filmische Darstellung der Bergsteigerei als heroischer Kampf.  Er trug wesentlich dazu bei, dass George Mallory zu einem britischen Nationalhelden wurde.
Beeinflusst von der Vorgehensweise des italienischen Bergfotografens Vittorio Sella sowie Herbert Pontings, nahm Noel an seiner Ausrüstung umfangreiche Anpassungen vor, um unter den spezifischen Expeditionsbedingungen fotografieren und filmen zu können. Dazu gehörte ein Zelt, das als Dunkelkammer verwendet werden konnte, sowie für das Trocknen der Negative ein speziell entwickelter Herd, der mit Yak-Dung befeuert werden konnte. Die Filmkamera war nach dem Modell gebaut, dass Ponting in der Antarktis verwendet hatte. Sie war wie die von Ponting verwendete Kamera sehr leicht und besaß unter anderem eine schützende Gummibedeckung, die verhindern sollte, dass sein Gesicht an der Kamera festfror. Vor seiner Abreise sah sich Noel nicht weniger als 16 Mal den Film  Der Große Weiße Süden an, den Ponting über Scotts Antarktis-Expedition gedreht hatte.

## Fotografisches Erbe
Das Scott Polar Research Institute kaufte 2004 die Ponting-Kollektion für 533.000 £. Außerdem befindet sich eine von Pontings Dunkelkammern in der Sammlung des Ferrymead Heritage Park in Christchurch, Neuseeland.

## Galerie

### Fotografien aus Asien

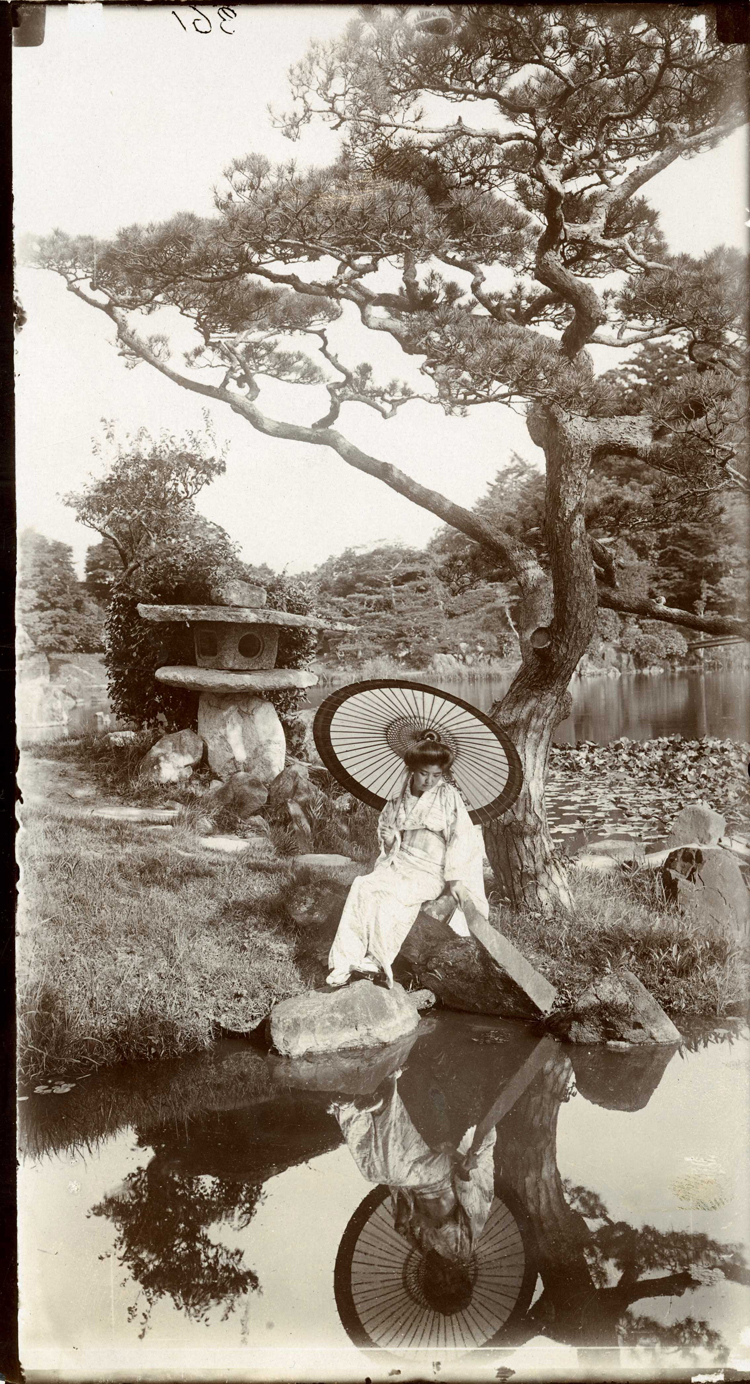
In einem japanischen Garten
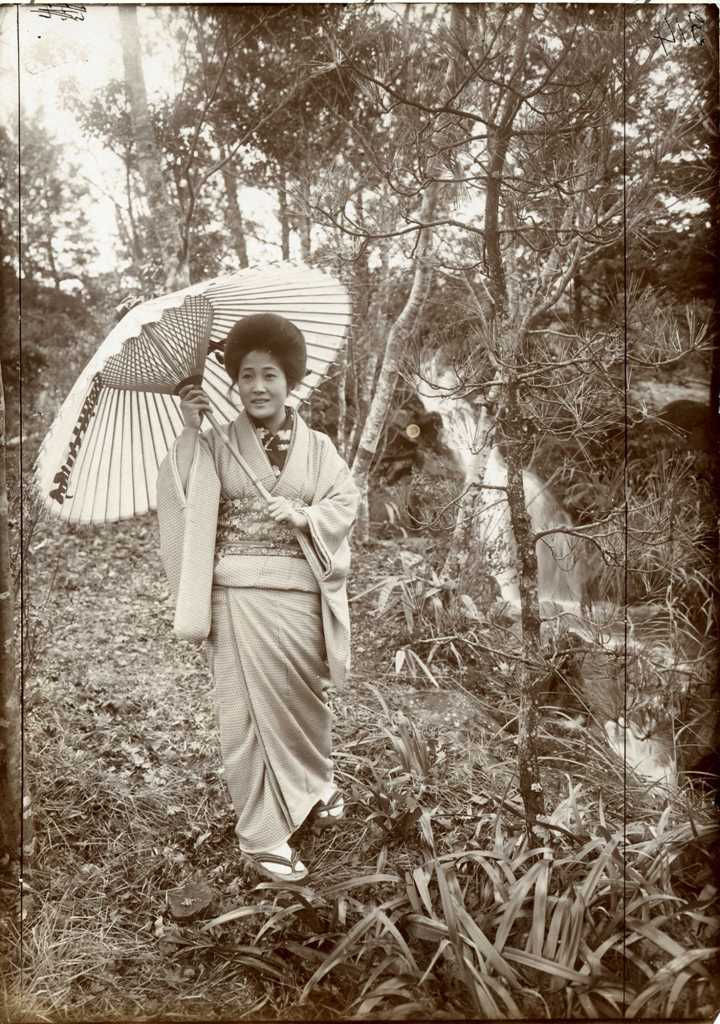
Mädchen, das durch die Wälder in Miyanoshita, Japan, geht
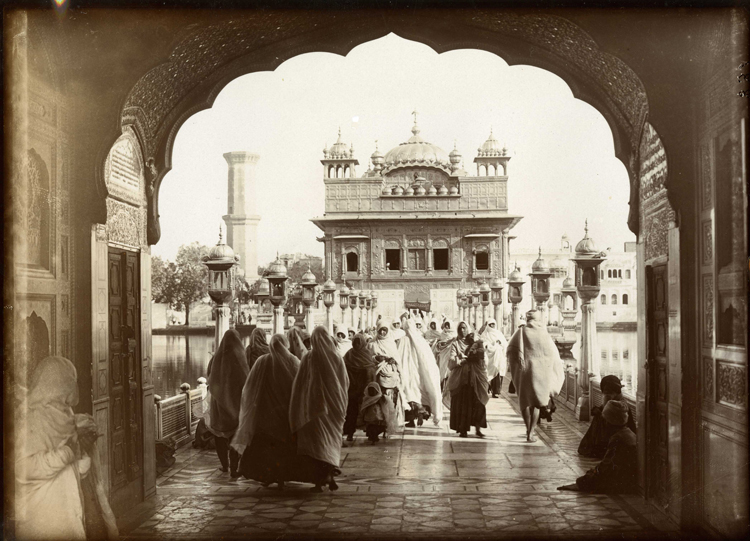
Eingang zum Goldenen Tempel
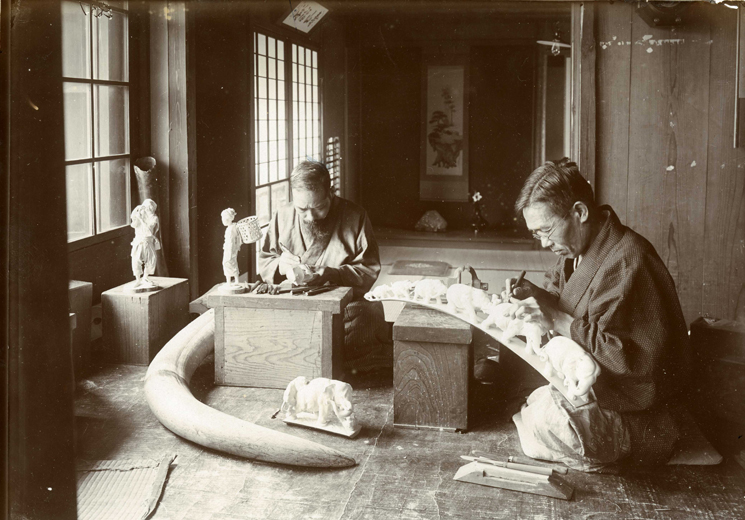
Elfenbeinschnitzer in Tokyo

### Weitere Fotografien der Terra Nova-Expedition

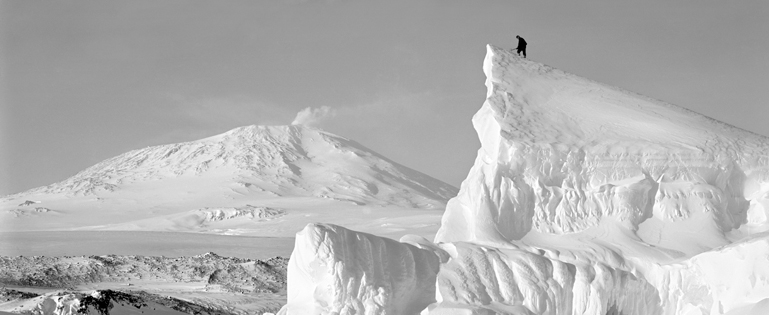
Panorama-Aufnahme
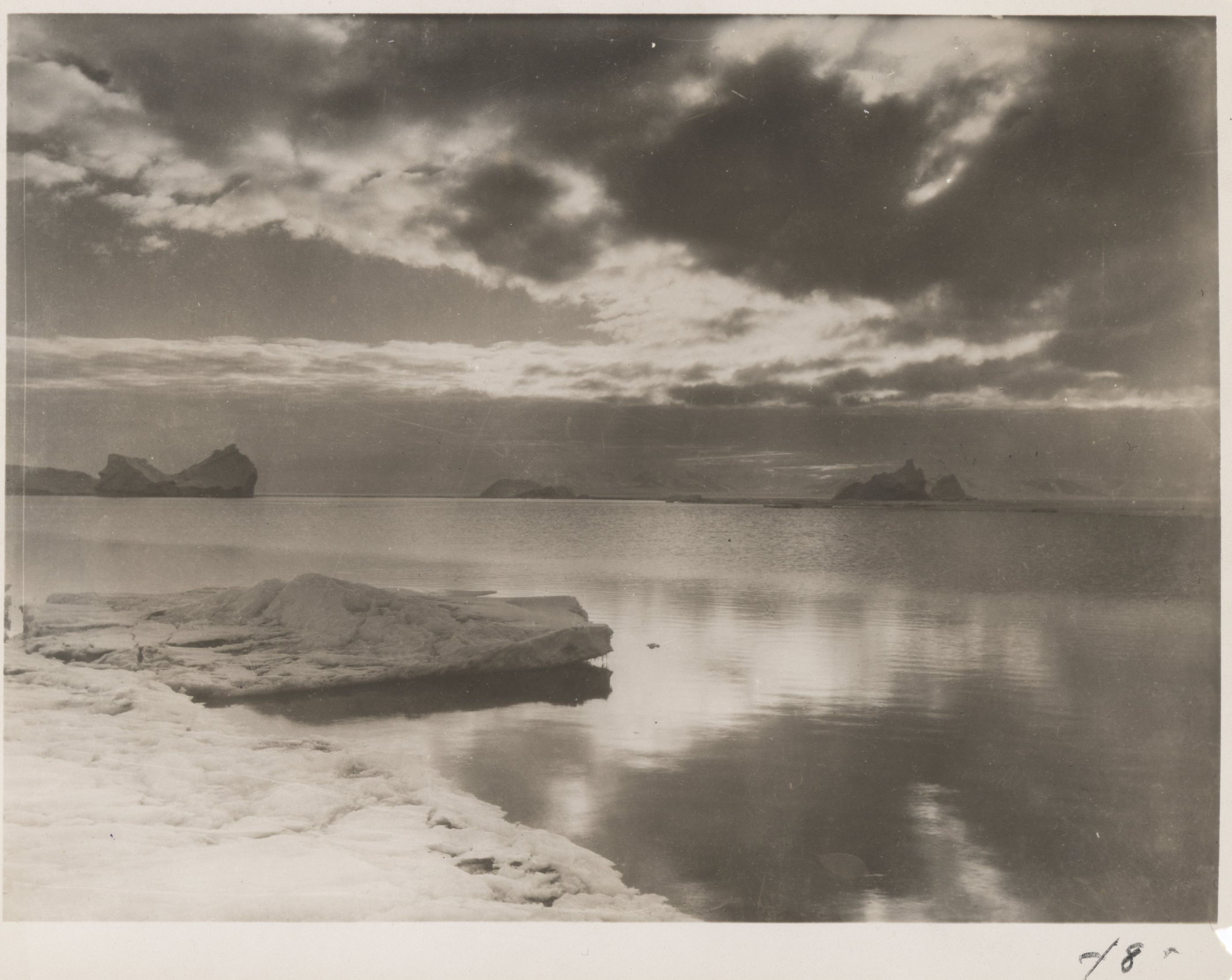
Eisberge
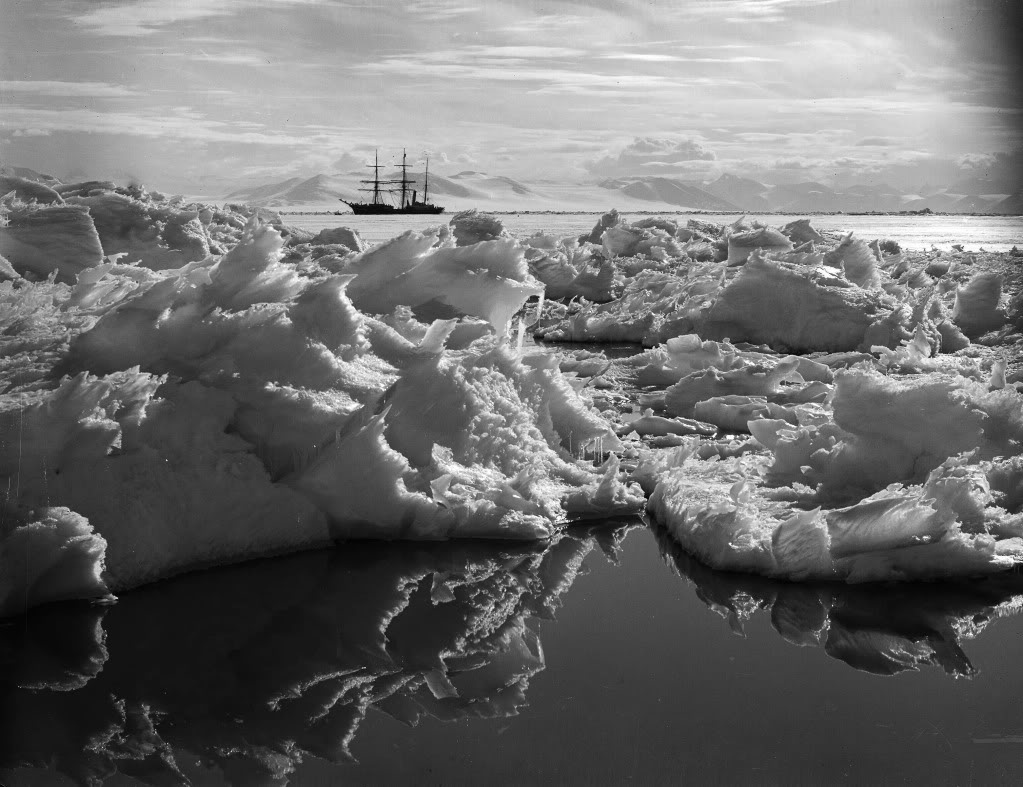
Eisberge
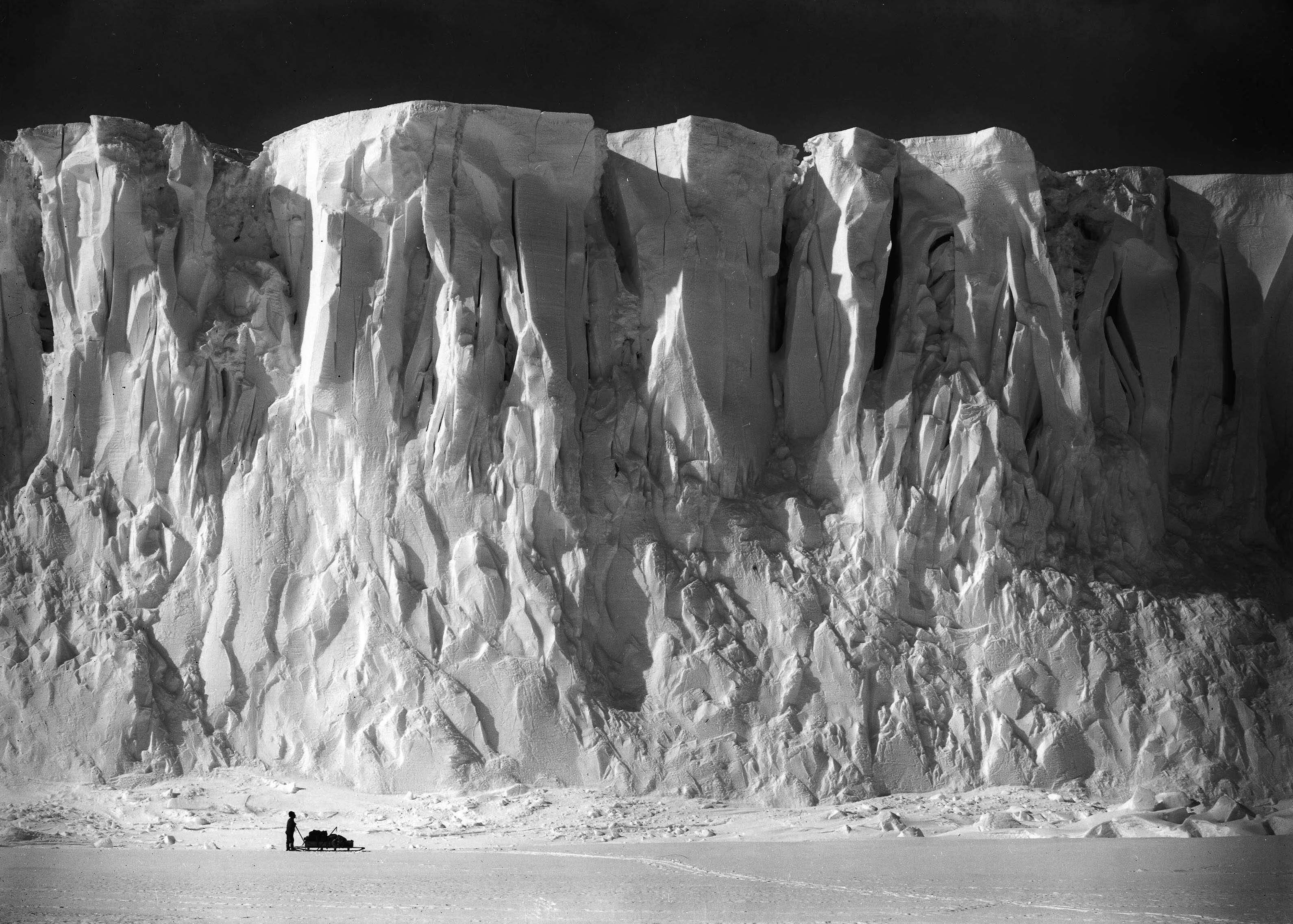
Barne-Gletscher

## Ausstellung
- 2010: Die Eroberung des Südpols – Fotografien von Herbert Ponting, Flo Peters Gallery, Chilehaus C, Pumpen 8, Hamburg

## Sonstiges
Ponting ist Namensgeber für das Ponting-Kliff im ostantarktischen Viktorialand.
Zudem ist er Verfasser des humoristischen Gedichts The Sleeping Bag (Der Schlafsack):
On the outside grows the furside. On the inside grows the skinside.

So the furside is the outside and the skinside is the inside.

As the skinside is the inside (and the furside is the outside)

One ‘side’ likes the skinside inside and the furside on the outside.

Others like the skinside outside and the furside on the inside

As the skinside is the hard side and the furside is the soft side.

If you turn the skinside outside, thinking you will side with that ‘side’,

Then the soft side furside’s inside, which some argue is the wrong side.

If you turn the furside outside – as you say, it grows on that side,

Then your outside’s next the skinside, which for comfort’s not the right side.

For the skinside is the cold side and your outside’s not your warm side

And the two cold sides coming side-by-side are not the right sides one ‘side’ decides.

If you decide to side with that ‘side’, turn the outside furside inside

Then the hard side, cold side, skinside’s, beyond all question, inside outside. 